# موسیقی کودکان
موسیقی کودکان سبکی از موسیقی است با سازبندی خاص و ملودی‌های ساده و شیرین که توسط آهنگسازان بزرگسال برای کودکان ساخته می‌شود و مخاطبانی تا سطح نوجوانان را در بر می‌گیرد. هدف اصلی از ساخت موسیقی برای کودکان، تفریحی و آموزشی است که در تعلیم و تربیت کودک برای: رفتار، آگاه‌سازی، یادگیری، مهارت‌ها، بازی‌ها، رقص و آشنایی با فرهنگ بومی نقش مهمی ایفا می‌کند.

## روان‌شناسی در موسیقی کودک
موسیقی و بازی از مواردی هستند که در درمان بعضی از اختلالات روحی و روانی کودکان مؤثر است. موسیقی درمانی در کودکان باعث تغییردر خلق و خو می‌گردد و زمینه بهبود رفتارهای فردی، اجتماعی، اعتماد به نفس، درمان لکنت زبان و افزایش هوش آنان خواهد شد. امروزه با همکاری پزشکان، روانشناسان کودک و مربیان موسیقی در درمان بیماری‌هایی همچون اوتیسم، بی‌قراری و بیش فعالی از موسیقی درمانی به عنوان یکی از راه‌های مؤثر برای درمان استفاده می‌شود. بر این اساس از موسیقی‌هایی که در مهد کودک‌ها اجرا یا پخش می‌شود برای نشان دادن و تحریک موفقیت، حس کامیابی و پیروزی در کودکان طراحی می‌شود.

## تاریخچه آموزش موسیقی کودک در جهان

کودکان در حال اجرای موسیقی با سازهای کوبه ای (دپارتمان موسیقی مجتمع آموزشی فرهنگی مهرتابان)

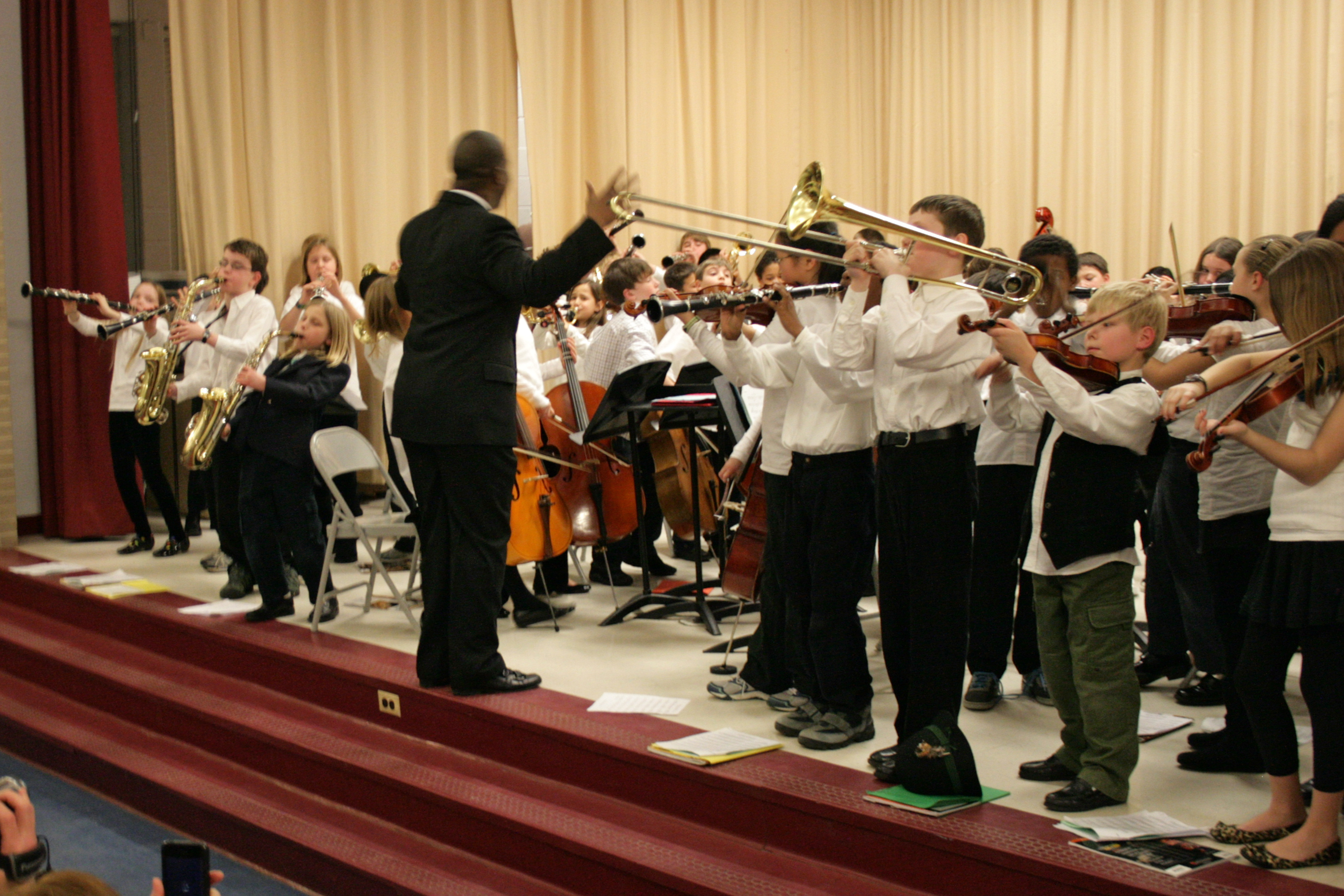
نمونه‌ای از ارکستر موسیقی کودکان

از ابتدای قرن بیستم، نیاز به شیوه‌های مدون در آموزش موسیقی به کودکان توسط موسیقی دانان مطرح شده‌است. شیوه‌های مهم آموزش موسیقی به کودکان عبارتند از:
۱. روش «مونته سوری» :
ماریا مونته سوری اولین کسی بود که به تدوین روش‌های آموزش موسیقی به کودک پرداخت. او یک پزشک زن اهل ایتالیا بود و حرفه او موسیقی نبود. وی در سال ۱۹۰۷ «خانه کودکان» را برای کودکان ۳ تا ۷ سال تأسیس کرد و مشکلات آموزشی و تربیتی کودکان معلول را مطرح نمود و در این راه به آموزش موسیقی کودک دست یافت.
۲. روش «امیل ژاک-دالکروز» (۱۹۵۰–۱۸۶۵):
امیل ژاک-دالکروز آهنگساز، نوازنده و آموزگار سوئیسی بود و معتقد بود که دوران کودکی برای گسترش مهارت‌های پایه‌ای موسیقی بسیار اهمیت دارد و رشد هوش و شعور موسیقایی یکی از زیر ساخت‌های آموزش و تربیت کودکان است. وی روشی را تدوین کرد که اساس آن بر بداهه خوانی در سلفژ و سرایش بود اما در عمل با حرکاتی مواجه شد که خودش آن را «یوریتمیک» نامگذاری نمود. «یوریتمیک» حرکاتی بود که کودکان را از طریق حرکت‌های فیزیکی به درک و دریافت مفاهیم و عناصر موسیقایی نظیر: ملودی، ریتم، هارمونی سبک و فرم می‌رساند. در این روش ذهن بر حرکات بدن تأثیر داشت. دست زدن، پریدن، صحبت کردن، آواز خواندن، قدم زدن، خزیدن، لغزیدن، تلو تلو خوردن و … در این شیوه استفاده می‌شوند.
۳. روش «کارل ارف» (۱۹۸۲–۱۸۹۵):
کارل ارف آهنگساز، مربی و موسیقیدان آلمانی بود. او «مدرسه موسیقی و ورزش» را تأسیس نمود. وی بر خلاقیت و بداهه پردازی تأکید داشت و هدف اولیه موسیقی را پرورش خلاقیت و کشف توانایی‌های بالقوه کودکان می‌دانست. در متد اُرف عناصری مانند: بیان، آواز، ریتم و حرکت اساس و مبنای آموزش هستند. این شیوه با تکیه بر عناصر موسیقی، نمایش و حرکت، توانائی‌های ذهنی و جسمی، مهارت‌های شنیداری و رفتاری کودکان، ذوق درک موسیقی و زیبائی‌شناسی آن‌ها را تقویت می‌سازد و از طریق استفاده از سازهای جذاب و ساده استعداد موسیقی کودکان را پرورش می‌دهد. در سال ۱۳۴۸ «سعید خدیری» که دانش‌آموخته مکتب ارف در آلمان بود برای اولین بار این شیوه آموزشی را در ایران مطرح نمود.
۴. روش «زولتان کدای» (۱۹۶۷–۱۸۸۲):
زولتان کدای آهنگ‌ساز و آموزگار مجارستانی بود. گرچه شیوه «کدای» از نام او گرفته شده‌است، اما این روش به وسیلهٔ خودش ایجاد نشده‌است بلکه فلسفه‌های وی در آموزش برای این شیوه بکار گرفته شده‌است. کُدای بدین خاطر به آموزش موسیقی کودکان علاقه‌مند شد، که در سال ۱۹۵۲، وقتی کیفیت خواندن آوازهای دانش‌آموزان را در مدرسه شنید احساس کرد باید کاری انجام دهد که باعث پیشرفت سیستم آموزش موسیقی در کشورش گردد. او مقالاتی در جهت بالا بردن آگاهی مردم نسبت به این موضوع نوشت و در نوشته‌هایش از کیفیت ضعیف آموزش موسیقی در مدارس به ویژه در مقاطع متوسط انتقاد کرد. در سال ۱۹۳۵، به همراه یکی از همکارانش به نام «ژِنو آدام»، پروژه‌ای را آغاز کرد که به بازبینی تدریس موسیقی در مدارس ابتدایی و راهنمایی می‌پرداخت. وی با ابداع برنامه‌ها و روش‌های جدید تدریس که شامل قطعات موسیقی جدید برای کودکان می‌شد آن پروژه را هدایت کرد که در قالب چندین کتاب منتشر شد. تلاش‌های کُدای در سال ۱۹۴۵، هنگامی که دولت جدید مجارستان شروع به اجرای نظریات او در مدارس کرد، به بار نشست. اولین مدرسه ابتدایی موسیقی در سال ۱۹۵۰ افتتاح شد. پس از آن حدود ۱۰۰ مدرسه موسیقی ظرف یک دهه آغاز به کار کردند. پس از ۱۵ سال حدود ۵۰ درصد مدارس مجارستان، مدرسه‌های موسیقی بودند. در حال حاضر شیوه کدای به عنوان یکی از روش‌های پایه آموزش موسیقی به کودکان در سراسر دنیا مطرح می‌باشد.
۵. روش «ادگار ویلمز» و «مارتینو» :
ادگار ویلمز موسیقیدان بلژیکی‌تبار فرانسوی بود. او معتقد بود آموزش موسیقی قبل از تولد و در «رحم» مادر شکل می‌گیرد. در سیستم «ویلمز» ۲ عامل کودک و خانواده اهمیت دارد. بنا به اعتقاد «ویلمز» فعالیت‌های جدی آموزشی در زمینه موسیقی را تا قبل از ۶ سالگی نباید به کودک آموزش داد، اما کودک تا ۶ سالگی باید از نظر شناخت و درک مفاهیم و بنیان‌های موسیقی یک موسیقیدان بشود. بنیان‌های اساسی موسیقی از نظر «ویلمز»، عبارتند از: ریتم، ملودی و هارمونی. او عقیده داشت، برای یافتن این سه عنصر باید آن‌ها را در طبیعت و اجتماع جستجو کرد و در اختیار کودک گذاشت. در این روش، هیچ ساز مخصوص کودکان وجود ندارد. مگر اینکه کودک خود آن را کشف نماید. ضمن اینکه تمامی سازهای موجود می‌بایست در اختیار کودک باشد تا او بتواند بر اساس گرایش و روحیاتش ساز را انتخاب کند. «ویلمز» شروع آموزش خود را به جای مدارس در مهد کودک‌ها، متمرکز می‌نماید. روش «مارتینو» نیز بسیار شبیه به «ویلمز» است اما «مارتینو» در دبستان‌ها تمرکز داشت. در این روش، آموزش آواز بسیار اهمیت دارد.
۶. روش «شینیچی سوزوکی» (۱۹۹۸–۱۸۹۸):
شینیچی سوزوکی مدرس ویلن اهل ژاپن بود. او پس از جنگ جهانی دوم، زندگی خود را وقف آموزش موسیقی به کودکان نمود. او معتقد بود توانایی موسیقی، استعدادی ذاتی نیست بلکه قابلیتی است که می‌توان آن را پرورش داد. توانایی‌های کودکان در شرایطی که برای آن‌ها، آموزش صحیح و محیط فراگیری مناسب فراهم گردد، رشد خواهد کرد. او آموزش موسیقی را مانند آموختن زبان مادری می‌دانست. «سوزوکی» این نظریه را در مورد آموزش ویلن به کار برد و به تمام کودکان قطعات باخ، ویوالدی، هندل، و موتزارت را آموخت و آن‌ها خیلی زود قطعاتی را که به وسیله شنیدن ملودی‌های کوتاه، که بارها و بارها تکرار می‌شدند یادگرفتند تا این که در نهایت می‌توانستند کل اثر را حفظ کنند. «سوزوکی» آموزش شفاهی را مؤثر می‌دانست و به آموزش ذهنی معتقد نبود. در این روش بهترین سن شروع آموزش موسیقی ۳ یا ۴ سالگی است. در شیوه «سوزوکی»، نقش والدین بسیار اهمیت دارد. معلم، کودک و والدین ۳ محور آموزش موسیقی در این روش هستند. در این شیوه نیازی نیست والدین موسیقیدان باشند، بلکه به آن‌ها قدم به قدم آموزش داده می‌شود تا به کودک در منزل کمک کنند. در روش «سوزوکی»، تأخیر در نت خوانی و آشنایی با شکل‌های رایج موسیقی تا زمانی که مهارت‌های شنیداری و تکنیک نواختن ساز در کودکان تثبیت نشده، امری بدیهی است. همان گونه که آموزش دستور زبان و نگارش بعد از آن که کودک توانست سخن بگوید امکان‌پذیر است.
۷. سیستم «منهتن» :
سیستم منهتن در سال ۱۹۷۰ و پس از تأسیس کالج «مانهاتان ویل» در آمریکا موسیقی به صورت گسترده آموزش داده می‌شد. هدف آن بود که هنر و ادبیات در ایالات متحده ارتقاء یابد. به همین علت، طرحی تحقیقاتی به نام (اینتراکشن) یا تأثیر متقابل، تصویب شد. این طرح برنامه آموزش موسیقی از کودکستان تا دانشگاه را تحت پوشش خود قرار می‌داد. این شیوه، ترکیبی از روش‌های موجود بود و اساس فعالیت‌ها مانند روش «مونته سوری» بر مبنای کشف و یافته‌های شخصی بود. در این روش، کودکان هم سن و سال یافته‌ها و تجربیات شخصی خود را با هم مقایسه می‌کنند. به‌طور مثال یک گروه از کودکان، با یک کاغذ مچاله شده، صداهای متفاوتی را ایجاد می‌کنند، کودک صداهای مختلفی را تجربه می‌کند تا اینکه به صدای مخصوص خودش برسد. آموزش معلّم در این سیستم در درجه اول اهمیّت قرار می‌گیرد. به همین منظور کنسرواتوارهای مختلف، معلمان ورزیده‌ای در این زمینه تربیت می‌کنند. از جمله فعالیت‌هایی که در این شیوه انجام می‌شود عبارتند از: راهنمایی و کشف، کاربرد دوباره صداها، بداهه نوازی با صداها، بازسازی صداهای پیرامون خود و …

## تاریخچه موسیقی کودک در ایران
موسیقی کودک در ایران سابقه بسیار طولانی و تاریخی دارد که می‌توان آن را به سه بخش تقسیم کرد:
1. خیمه شب بازی یا نمایش عروسکی که دارای سابقه کهن در ایران و تمدن شرق است و عموماً مخاطب بزرگسال داشته‌است.[۶][۷]
2. قصه گویی و نمایش موزیکال در صحنه یا در قالب آلبوم و بسیاری قصه‌ها و لالایی‌ها که پدران و مادران سینه به سینه آموخته و برای فرزندان خود می‌خواندند.[۸]
3. ترانه برای کودک که با مشارکت آهنگسازان، ترانه‌سرایان، قصه نویسان و خوانندگان کودک به صورت آلبوم، اجرای صحنه ای، همراه با بازی، سرگرمی، آموزش و … ساخته می‌شود.
4. در سال‌های اخیر آموزش موسیقی به کودکان به شیوه ارف رواج پیدا کرده‌است.[۹]

## تولید آثار موسیقی کودک در ایران

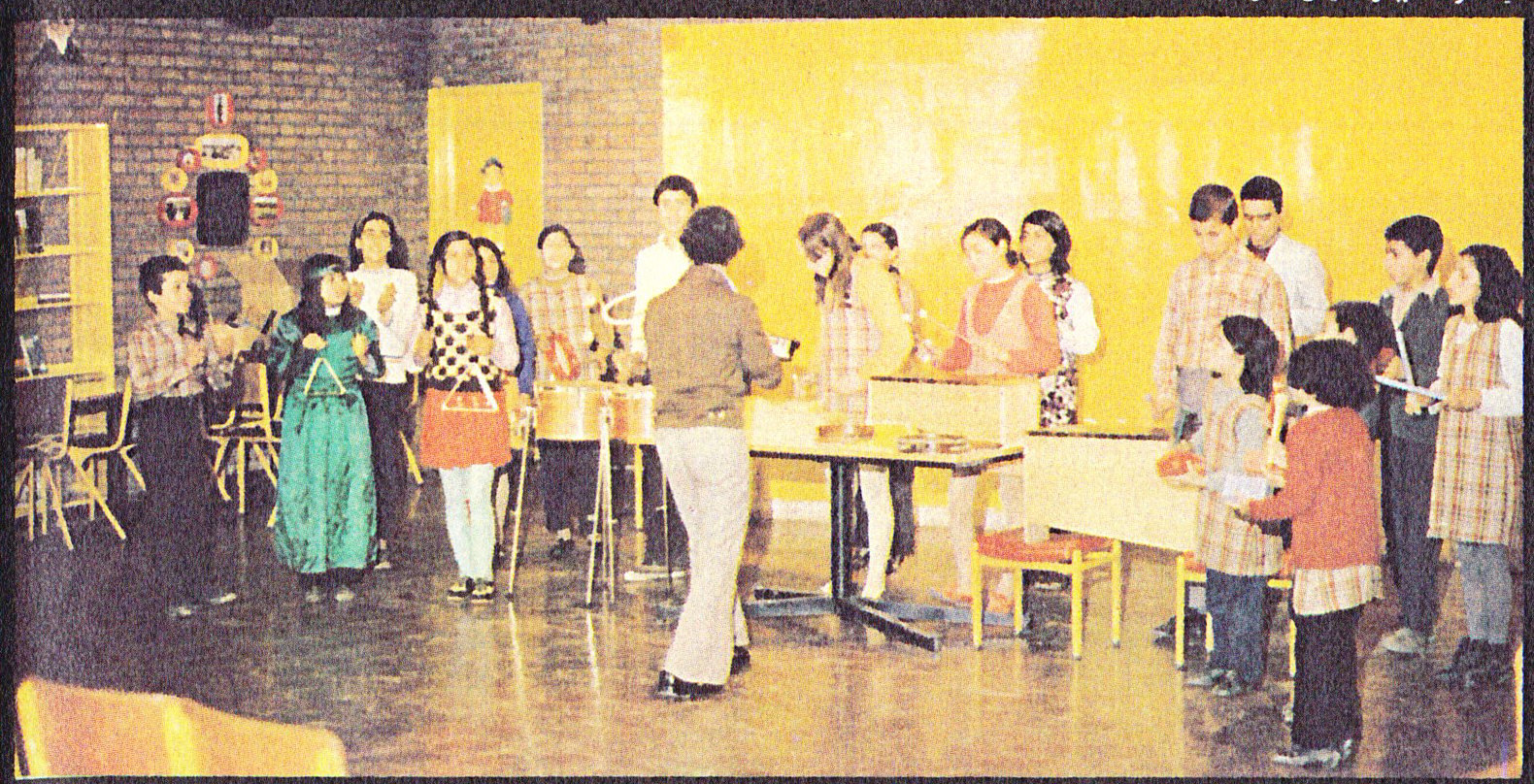
برنامه موسیقی در یکی از کتاب‌خانه‌های کانون(۱۳۵۲)

تولید جدی موسیقی کودک برای ضبط و نشر در ایران با تأسیس کانون پرورش فکری کودکان و نوجوانان در سال۱۳۴۴ آغاز شد. این مرکز با مدیریت توانا وهمکاری بسیاری از آهنگسازان، ترانه سرایان و خوانندگان مطرح آن دوران آثار مهم و ماندگاری را عرضه کرده و جایگاه منحصر به فردی را در این عرصه دارا است. در کنار آن مراکز متعدد فرهنگی و آموزشی هم آثار زیادی منتشر کردند که دارای ارزش و اعتبار ویژه‌ای در سبک موسیقی کودک است.
بعد از انقلاب ایران تولید آثار متنوع برای کودکان رشد چشمگیری پیدا کرد و بسیاری از هنرمندان سینما و تئاتر وارد این عرصه شدند و فیلم‌ها، انیمیشنها و سریال‌های موزیکال متعددی مخصوص کودکان ساخته شد که " شهر موشها " و " کلاه قرمزی " از معروف‌ترین آن‌ها است.
کودکان ایران در کنار آثار ایرانی با آثار موزیکال جهانی هم ارتباط خوبی برقرار کرده و آثار تولید شده در اروپا و آمریکا مانند: اشکها و لبخندها مخاطبان زیادی در ایران دارد و محبوب بچه‌ها است.

## آلبوم‌های شاخص موسیقی کودک

جلد آلبوم رنگین کمون

1. آثار تولیدی کانون پرورش فکری کودکان و نوجوانان که همیشه مخاطبانی زیادی داشته‌است.
2. نمایش موزیکال " شهر قصه " به نویسندگی بیژن مفید و بازی بسیاری از چهره‌های مطرح تئاتر و سینما.
3. آلبوم " رنگین کمون " اثر " ثمین باغچه‌بان " آهنگساز بزرگ و صاحب سبک ایرانی که در قالب صفحه گرامافون، نوار کاست و سی دی منتشر شده‌است و با گذشت سال‌ها هنوز مخاطبان خود را دارد.[۱۱]
4. آلبوم " آواز فصل‌ها و رنگ‌ها " با صدای سیمین قدیری و آهنگسازی فریبرز لاچینی[۱۲]
5. آلبوم " ترانه‌های کودکی " شامل آثار خاطره انگیز موسیقی کودک مانند: پاشو پاشو کوچولو، مدرسه موشها، خانه مادر بزرگه، جمجمک، خورشید خانم و … (کار گروهی آهنگسازان)
6. آلبوم " دنیای شادی " با صدای شهرزاد بهشتیان (گرد آوری و تنظیم: ناصر نظر)

- تک آهنگ " تولدت مبارک " با صدای عهدیه و آهنگسازی انوشیروان روحانی
- تک‌آهنگ «لالایی» با صدای پری زنگنه (فولکلور)
- تک‌آهنگ برنامهٔ «شب بخیر کوچولو» (گنجشک لالا) با آهنگسازی محمود منتظم صدیقی
- تک‌آهنگ " علی کوچولو " با شعری از م. آزاد و آهنگسازی بابک بیات

## فیلم سینمایی، کوتاه، سریال و انیمیشن
- سریال موزیکال "مدرسه موشها
- فیلم سینمایی موزیکال " دزد عروسکها "
- فیلم سینمایی موزیکال " کلاه قرمزی "
- فیلم سینمایی موزیکال " گلنار "

## آهنگسازان موسیقی کودک
- ثمین باغچه بان
- حسن رادمرد
- حسین دهلوی (اپرای مانا و مانی)
- بیژن مفید
- کامبیز روشن روان
- فریبرز لاچینی
- حسین علیزاده
- بیژن کامکار
- محمد رضا علیقلی
- کمال طراوتی
- سید محمد میرزمانی
- بهرام دهقانیار
- مهدی بزرگمهر
- ناصر نظر
- آندره آرزومانیان
- بهنام صبوحی
- محمود منتظم صدیقی
- بابک بیات
- ناصر چشم آذر
- انوشیروان روحانی
- سودابه سالم

## خوانندگان موسیقی کودک
- پری زنگنه
- اولین باغچه بان
- شهرزاد بهشتیان
- بهجت قصری
- سیمین قدیری
- هنگامه مفید
- سودابه شمس
- الهه حمیدی

## ترانه سرایان و قصه نویسان
- عباس یمینی شریف
- احمد شاملو (خروس زری پیرهن پری)[۱۷] (پریا)[۱۸]
- گلچین گیلانی (باز باران با ترانه)
- بیژن مفید (شهر قصه)
- حمید عاملی (الاغ من دم نداره)[۱۹]
- مصطفی رحماندوست
- شکوه قاسم‌نیا
- مهری ماهوتی
- عرفان نظر آهاری
- اسداله شعبانی
- جعفر ابراهیمی